# ناثان فايس
ناثان فايس (بالإنجليزية: Nathan Weiss)‏‏ (8 مايو 1851 - 13 سبتمبر 1883 ) طبيب أعصاب نمساوي. ولد في بلدة Velké Meziříčí التابعة لجمهورية التشيك. كان والده العالم التلمودي الشهير إسحاق هيرش فايس. درس الطب في فيينا وحصل على الدكتوراه في عام 1874.[بحاجة لمصدر]